# Mstisław Kiełdysz
Mstisław Wsiewołodowicz Kiełdysz (ros. Мстисла́в Все́володович Ке́лдыш; ur. 28 sty.?/10 lutego 1911 w Rydze, zm. 24 czerwca 1978 w Moskwie) – radziecki matematyk, mechanik i aerohydrodynamik, profesor Uniwersytetu im. Łomonosowa w Moskwie, członek, prezes Akademii Nauk ZSRR, także członek PAN, doktor honoris causa Uniwersytetu Wrocławskiego.

## Życiorys
W 1931 roku ukończył studia na wydziale matematyczno-fizycznym Moskiewskiego Uniwersytetu Państwowego. Potem pracował w Centralnym Instytucie Aerohydrodynamicznym im. Nikołaja Żukowskiego.
Kiełdysz odegrał wielką rolę w rozwoju technik obliczeniowych, energetyki jądrowej i radzieckim programie badań kosmicznych, będąc jednym z jego twórców i głównych teoretyków.
Został odznaczony m.in. trzykrotnie Złotym Medalem „Sierp i Młot” Bohatera Pracy Socjalistycznej (1956, 1961, 1971), siedmiokrotnie Orderem Lenina, trzykrotnie Orderem Czerwonego Sztandaru Pracy oraz bułgarskim Orderem Georgija Dimitrowa i mongolskim Orderem Suche Batora. Dwukrotny laureat Nagrody Stalinowskiej (1942, 1946) i Nagrody Leninowskiej (1957).